# Derolus xyliae
Derolus xyliae là một loài bọ cánh cứng trong họ Cerambycidae.